# Die Kinder aus Korntal
Die Kinder aus Korntal ist ein deutscher Dokumentarfilm von Julia Charakter aus dem Jahr 2023 über die Aufarbeitung der Missbrauchskandale in der Evangelischen Brüdergemeinde Korntal.

## Inhalt
In Korntal, einer Kleinstadt in Baden-Württemberg, ereignete sich seit den 1950er Jahren einer der größten Missbrauchsskandale der Evangelischen Kirche, der 2013 ans Licht kam und eine umfassende Aufarbeitung auslöste.
Der Film Die Kinder aus Korntal stellt sechs Betroffene in den Mittelpunkt und zeigt ihren Kampf um Gehör, Anerkennung, Respekt und Würde. Sie erzählen ihre Geschichten und äußern auch, was der Aufklärungsbericht ihrer Meinung nach verschweigt. 2013 kam der Skandal ans Tageslicht, als 150 Kinder aus den Heimen der evangelikalen Brüdergemeinde ihr Schweigen brachen. Dadurch konnten 81 Täterinnen und Täter ermittelt werden, darunter sowohl Heimmitarbeitende als auch Bürger des Ortes selbst. Sie hatten sich bis dahin gegenseitig gedeckt und wurden auch durch das Schweigen der Gemeinde geschützt. Der Druck auf die Brüdergemeinde, die bis heute die Kinderheime leitet, wächst. Die Heimkinder aus Korntal kämpfen weiterhin um Aufklärung und Wiedergutmachung, wobei die Vorgehensweise und die Höhe der Entschädigungssummen umstritten sind.

## Produktion
Die deutsche Uraufführung von Die Kinder aus Korntal fand im Rahmen von DOK Leipzig am 11. Oktober 2023 statt. Der deutsche Kinostart war am 26. September 2024.

## Rezeption
Aus der Jury-Begründung für den Förderpreis der DEFA-Stiftung 2023: „Dem Film gelingt es, durch eine präzise Recherche der Filmemacherin und die erschütternden Aussagen der Protagonist:innen, das komplexe Bild eines systemischen, nicht enden wollenden Missbrauchs nachzuzeichnen.“
Luc-Carolin Ziemann schreibt im Programm des DOK Leipzig-Festivals: „Der Film setzt die Betroffenen ins Zentrum und verzichtet auf jede Dramatisierung. Schließlich ist das Geschehene dramatisch genug. […] Wenn sich die heute Verantwortlichen äußern, bleibt die Kamera zurückhaltend und wertet nicht. Das ist auch nicht nötig, denn die unfassbare Relativierung der Verbrechen tönt laut genug – in Korntal genauso wie anderswo.“

## Auszeichnungen
- 2023: DOK Leipzig, Förderpreis der DEFA-Stiftung